# Презентация (способ представления информации)

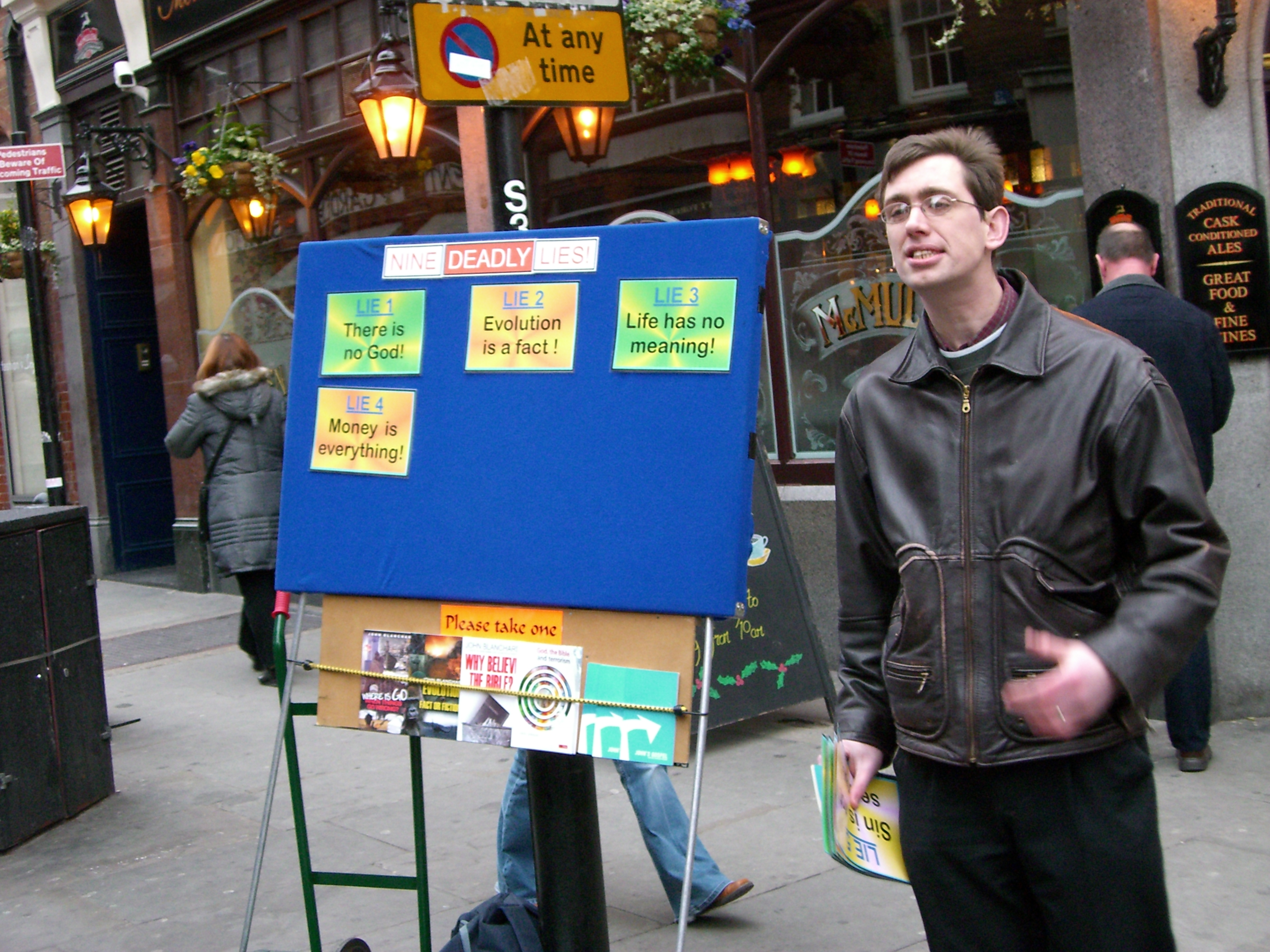
Презентация

Презента́ция (от лат. praesento — представляю) — документ или комплект документов, предназначенный для представления чего-либо (организации, проекта, продукта и тому подобное).
Цель презентации — донести до аудитории полноценную информацию об объекте презентации в удобной форме.
Презентация является одним из маркетинговых и PR инструментов.

## Описание
Презентация может представлять собой сочетание текста, гипертекстовых ссылок, компьютерной анимации, графики, видео, музыки и звукового ряда (но не обязательно всё вместе), которые организованы в единую среду́. Кроме того, презентация имеет сюжет, сценарий и структуру, организованную для удобного восприятия информации. Отличительной особенностью презентации является её интерактивность, то есть создаваемая для пользователя возможность взаимодействия через элементы управления. В последнее время популярность приобретают сервисы создающие презентацию с помощью AI. Они помогают упростить рабочий процесс и оставить больше времени для творчества или выполнения большего количества проектов.
В зависимости от места использования презентации различаются определёнными особенностями.
- Презентация созданная для самостоятельного изучения, может содержать все присущие ей элементы, иметь разветвлённую структуру и рассматривать объект презентации со всех сторон. Реализуется, как правило, с использованием элементов гипертекста.
- Презентация, созданная для поддержки какого-либо мероприятия или события отличается большей минималистичностью и простотой в плане наличия мультимедиа и элементов дистанционного управления, обычно не содержит текста, так как текст проговаривается ведущим, и служит для наглядного представления его слов.
- Презентация, созданная для видеодемонстрации, не содержит интерактивных элементов, включает в себя видеоролик об объекте презентации, может содержать также текст и аудиодорожку. Разновидностью такой презентации является рекламный ролик.
- Презентация, созданная для электронной рекламной рассылки, создаётся с минимальным применением инструментов мультимедиа в целях уменьшения объёма письма.
- Презентация в формате приложения для мобильных телефонов и смартфонов создаётся с учётом просмотра на портативных устройствах (маленький размер экрана, ограничения по объёму памяти и т. п.) и может рассылаться посредством MMS-сообщений или по Bluetooth.
- Учебная презентация, созданная для проведения занятия в образовательном учреждении. Вместе с учебной презентацией обычно используется конспект урока.

Есть и другие типы презентаций. Но вне зависимости от исполнения каждая самостоятельная презентация должна чётко выполнять поставленную цель: помочь донести требуемую информацию об объекте презентации.

### Презентация без компьютера
Презентации без использования компьютера дают больше возможностей для вовлечения аудитории к обсуждению и использовать их творческий потенциал.
Презентации на больших листах — одна из разновидностей презентаций без компьютера. Использование больших листов позволяет создать целостную картину и донести её до всех членов группы; учесть и отразить факторы, вызывающие изменения в этой картине. Она даёт возможность запечатлеть схему сложного процесса, что облегчает процесс его усовершенствования. Создать карту, охватывающую все заинтересованные сто́роны проекта.
При создании таких презентаций используются самые разные инструменты: маркеры разных цветов, стикеры разных размеров и цветов, открытки и коллажи и тому подобное.

## «Презентация для лифта»
Презентация для лифта (англ. Elevator Pitch или Elevator Speech) — короткий рассказ о концепции продукта, проекта или сервиса.

## Мультимедийная презентация
см. Мультимедиа
|  |  |  |  |  |  |  |
|  |  |  |  |  |  |  |
|  |  |  |  |  |  |  |

## Создание
Основными приёмами, приносящими успех, в частности популярным ораторам TED-конференций, являются следующие:
- Найдите в себе источник вдохновения.
- Научитесь рассказывать истории — это позволяет создать контакт с аудиторией и поделиться с ней своим страстным отношением к теме.
- Стройте выступление как беседу.
- Поделитесь со слушателями чем-то новым — информацией, новым способом решения старых проблем и тому подобное.
- Создайте как минимум один ошеломляющий момент — его запомнят и будут обсуждать. Например, Билл Гейтс выпустил во время своего выступления москитов.
- Не будьте слишком серьёзными — дайте слушателям возможность посмеяться.
- Соблюдайте правило восемнадцати минут — не сто́ит перегружать слушателей информацией, плюс краткость заставляет выступающего быть более изобретательным.
- Воздействуйте на несколько органов чувств — мультимедийность повышает запоминаемость.
- Будьте искренни, открыты и откровенны.

### Конструкторы мультимедийных презентаций
- Keynote
- KPresenter
- LibreOffice Impress
- Microsoft PowerPoint
- Multimedia Builder
- OpenOffice.org Impress

и другие.